# Karta Raharja
Karta Raharja is een bestuurslaag in het regentschap Tulang Bawang Barat van de provincie Lampung, Indonesië. Karta Raharja telt 5273 inwoners (volkstelling 2010).